# Rise of the Tomb Raider
Rise of the Tomb Raider is een action-adventure-spel ontwikkeld door Crystal Dynamics en uitgegeven door Square Enix en Feral Interactive. Het spel is het vervolg op Tomb Raider, een reboot van de Tomb Raider-franchise. Het spel werd in november 2015 uitgebracht voor Xbox One en Xbox 360, in januari 2016 voor Windows, oktober 2016 voor de PlayStation 4, april 2018 voor Linux en op 19 november 2019 als lanceringstitel op Stadia. De Mac- en Linux-versies werden uitgegeven door Feral Interactive.
Rise of the Tomb Raider werd in juni 2014 officieel aangekondigd. De verhaallijn van het spel volgt Lara Croft wanneer ze Siberië intrekt, op zoek naar de legendarische stad Kitezj, terwijl ze vecht tegen een paramilitaire organisatie die van plan is haar te verslaan vanwege de belofte van onsterfelijkheid van de stad. Het spel wordt gepresenteerd vanuit een derdepersoonsperspectief en is in de eerste plaats gericht op overleven, jagen en vechten, terwijl de speler ook het landschap en diverse optionele tombes kan verkennen. Camilla Luddington keert terug om de stem en rol van Lara te verzorgen.
Bij de release werd Rise of the Tomb Raider positief ontvangen. Critici prijzen de graphics, gameplay en karakterisering. Het was het bestverkopende Xbox One-spel tijdens de kerstperiode en tegen het einde van 2015 waren er meer dan een miljoen exemplaren verkocht. Er werd ook aanvullende content uitgebracht, waaronder een nieuwe verhaalcampagne, gameplay-modus en outfits en wapens voor Lara.

## Ontvangst
| \| Recensiescore \| Recensiescore \| \| Recensieverzamelaar \| Score \| \| ------------------- \| --------------------------------------------- \| \| GameRankings \| (X1) 87,04%[1] (pc) 85,86%[2] (PS4) 88,69%[3] \| \| Metacritic \| (X1) 86/100[4] (pc) 86/100[5] (PS4) 88/100[6] \| \| Publicist \| Score \| \| Gamer.nl \| (X1) 8,5/10[7] \| \| InsideGamer \| (X1) 8,5/10[8] \| \| Power Unlimited \| (X1) 91/100[9] \| \| Tweakers \| (X1) 8,5/10[10] \| \| FOK! \| (X1) 8/10[11] \| |                                      |
| Recensiescore |                                      |
| Recensieverzamelaar | Score                                |
| GameRankings | (X1) 87,04% (pc) 85,86% (PS4) 88,69% |
| Metacritic | (X1) 86/100 (pc) 86/100 (PS4) 88/100 |
| Publicist | Score                                |
| Gamer.nl | (X1) 8,5/10                          |
| InsideGamer | (X1) 8,5/10                          |
| Power Unlimited | (X1) 91/100                          |
| Tweakers | (X1) 8,5/10                          |
| FOK! | (X1) 8/10                            |